# Cape Ann, Antarktis
Cape Ann är en udde i Antarktis. Den ligger i Östantarktis. Australien gör anspråk på området.
Terrängen inåt land är varierad. Havet är nära Ann åt nordväst. Trakten är obefolkad. 